# داستان ما
«داستان ما» (انگلیسی: Our Story) فیلمی در ژانر موزیکال به کارگردانی برتران بلیه است که در سال ۱۹۸۴ منتشر شد.

## بازیگران
- آلن دلون
- ناتالی بای
- برنارد فارسی
- ژرار دارمون
- ژان-فرانسوا استونن
- میشل گالابرو
- ونسان لندون